# Esta noche tampoco
Esta noche tampoco es una obra de teatro de José López Rubio estrenada en 1961.

## Argumento
Lucía acaba de enviudar de un caballero norteamericano que fue millonario, pero había caído en la ruina y del que se había separado hacía tiempo. Por razones comerciales y para salvar la situación de su empresa, se ve en la necesidad de fingir que el marido sigue vivo ante un jeque con residencia en Marbella, del que depende la viabilidad de los negocios.

## Representaciones destacadas
- Teatro (Teatro de la Comedia, Madrid, 29 de noviembre de 1961). Estreno.
  - Intérpretes: Conchita Montes, Fernando Nogueras, Francisco Piquer, Carmen de la Maza, Marisa Paredes, Montserrat Salvador, Joaquín Roa, Fernando de la Riva.
- Televisión (Estudio 1, TVE, 5 de febrero de 1970).
  - Dirección: Cayetano Luca de Tena.
  - Intérpretes: Mary Paz Ballesteros, Pablo Sanz, José María Escuer, Valeriano Andrés, Marisol Ayuso, Álvaro de Luna, Josele Román.
- Televisión (Estudio 1, TVE, 18 de noviembre de 1979).
  - Dirección: Jesús Yagüe.
  - Intérpretes: Elena María Tejeiro, Pepe Martín, José Cerro, José Lifante, Pilar Bardem, Sergio Mendizábal, María Elena Flores.